# Гутов, Дмитрий Геннадьевич
Дмитрий Геннадьевич Гутов (род. 10 декабря 1960, Москва) — российский художник и теоретик искусства.

## Биография
В 1978—1980 годах учился на психологическом факультете в Московском педагогическом государственном университете им. В. И. Ленина. Параллельно там же на факультете общественных профессий (ФОП) занимался академическим рисунком под руководством Михаила Максимовича Кукунова. В 1985 году окончил факультет станковой живописи Заочного народного университета искусств (ЗНУИ) (мастерская Николая Ивановича Касаткина), в 1992 году — отделение истории и теории изобразительного искусства Санкт-Петербургского государственного института живописи, скульптуры и архитектуры им. И. Е. Репина. Дипломная работа посвящена Казимиру Малевичу и Павлу Флоренскому. 
Первая выставка прошла в 1988 году. Принял участие более чем в 40 персональных и 170 коллективных выставках по всему миру, среди которых Венецианская биеннале (1995, 2007, 2011), Стамбульская биеннале (1992), Манифеста (1996) в Роттердаме, биеннале 2002 года в Сан-Паулу, Сиднейская биеннале (2006), documenta (2007), Триеннале Этиго-Цумару в Японии (2007), Шанхайская биеннале (2012) и т. д.
В 1994 году организовал в Москве «Институт Лифшица».
Главной областью теоретических интересов Гутова являются эстетические взгляды Маркса и наследие советского философа Михаила Лифшица.
Работы художника содержатся в собраниях Государственной Третьяковской галереи, Государственного Русского музея, Частного музея русской иконы, Государственного центра современного искусства, Московского музея современного искусства, Мультимедиа Арт Музея, Музея актуального искусства ART4.RU, Stella Art Foundation, Фонда культуры «Екатерина», Эрарты, Нового музея, коллекциях Газпромбанка, американского финансового конгломерата «Меррилл Линч», концерна Daimler в Берлине, Курганского областного художественного музея, художественного музея «Рижская биржа», Центра современного искусства Луиджи Печи в Прато и Центра Помпиду в Париже.
Экс-супруга — Надежда Гутова; вспоминавшая: «Мы ходили в один детский сад и даже вместе учились в старших классах, а в восемнадцать поженились и прожили положенные тридцать лет и три года». Дед — Натан Гутов.

## Персональные выставки
- 2017 — Прояснились в нём страшно мысли. Галерея VLADEY. Москва
- 2016 — «Pizdetus Concretus II». Музей современного искусства ART4.RU). Москва
- 2015 — Рембрандт. Другой ракурс. ГМИИ им. А. С. Пушкина. Москва
- 2013 — «Удивляться нечему» (ММСИ) Москва. «Гений нуждается в оргии». Галерея Триумф. Москва
- 2012 — «εἰκών». Галерея М & Ю Гельман, Москва.[2] «Гондола». Художественный музей «Рижская биржа», Рига, Латвия.
- 2011 — «Россия для всех» (совместно с В. Бондаренко). Тверской центр современного искусства, TverCA. Тверь.[3]
- 2010 — «Портреты композиторов». Stella Art. Москва.[4]
- 2010 — «Художник и смерть. Рисунки Рембрандта». Галерея М & Ю Гельман, Москва.[5]
- 2009 — «Рисунки Рембрандта». Выставочный зал «Гридчинхолл», село Дмитровское, Красногорский район, Подмосковье.[6][7]
- 2008 — «Б/у». Галерея М & Ю Гельман, Москва.
- 2006 — «За правильное движение запястья». Галерея М. Гельмана, Москва.
- 2006 — «Повтор, канон, возврат, замедление, оцепенение». Государственная Третьяковская галерея, Москва.
- 2006 — «Оттепель». Галерея Нина Лумер, Милан.
- 2005 — «Эксцесс незаинтересованного созерцания». Клуб Синефантом, кинотеатр «Фитиль».
- 2005 — «Глубокий синий цвет его кожи свидетельствует о высокой степени самоуглубленности». Matthew Bown Gallery, Лондон.
- 2005 — «Все, что я создал до 70, не считается». Галерея М. Гельмана, Москва.
- 2004 — «Разговор о неясных путях кисти» (совместно с К. Бохоровым). Fine Art Gallery, Москва.
- 2003 — «Я чужой на этом празднике жизни». Moscow Fine Art, Москва.
- 2002 — «Мама, Папа & Лига Чемпионов». Галерея М. Гельмана, Москва.
- 2001 — «Мама, Папа и телевизор». Галерея М. Гельмана, Москва.
- 2001 — «Слепые». Музей нонконформистского искусства, Санкт-Петербург.
- 1999 — «Зарядка». Галерея М. Гельмана, Москва 1998.
- 1998 — «Урюпинск». Фотобиеннале 98, Москва.
- 1996 — «Дилетантизм в искусстве». Галерея М. Гельмана, Москва.
- 1995 — «Михаил Лифшиц — 90 лет со дня рождения». Центр современного искусства(ЦСИ), Москва.
- 1994 — «Над черной грязью». Галерея «Риджина», Москва.
- 1993 — «60-е: ещё раз про Любовь» (совместно с Е. Андреевой). ЦСИ, Москва.
- 1993 — «Портреты» (акция). Галерея «Риджина», Москва.
- 1992 — «Как я стал художником» (совместно с Ю. Альбертом). Лаборатория ЦСИ, Москва.
- 1991 — «Мелочи нашей жизни». Галерея в Трехпрудном переулке, Москва.